# Guadalupe Santa Cruz
Guadalupe Santa Cruz (Orange, Estados Unidos, 1952 - Santiago, Chile, 25 de enero de 2015), también conocida como Lupe Santa Cruz, fue una escritora, filósofa, artista visual y traductora.  Se  le considera una de las protagonistas más enérgicas y variada de una generación de escritoras que surgió tras la época del Golpe de Estado en Chile de 1973.
Autora de numerosos libros, dentro de ellos, Plasma, obra con la cual recibió dos premios importantes en Chile: el Premio Novela Inédita Consejo Nacional del Libro y la Lectura Archivado el 19 de julio de 2018 en Wayback Machine. y el Premio Atenea. Además, a nivel internacional, recibió la Beca John Simon Guggenheim Foundation en 1998.

## Biografía

### Familia
De madre estadounidense e hija de emigrantes y padre chileno, Guadalupe Santa Cruz nació en el año 1952 en Orange, una ciudad estadounidense ubicada en el estado de Nueva Jersey.
Su madre fue actriz de teatro  y su  padre, un funcionario político de las Naciones Unidas.
La vida de la ensayista estuvo marcada por las diferencias culturales de sus padres, también por los constantes viajes. Estos comenzaron cuando apenas cumplió un mes de vida para emigrar a México, lugar en el que se estableció su familia por un tiempo.

### Estudios
En Chile, estudió en el colegio Jeanne D'Arc,  establecimiento en el que terminó su etapa escolar. Con respecto a su formación universitaria, ingresó, inmediatamente después de terminar su enseñanza media (6.º de humanidades, en ese entonces), a la  Universidad  Católica para  cursar  la carrera de  filosofía. Pudo continuar con sus estudios hasta  que fue detenida por la policía política de la época del Golpe Militar de 1973, debiendo exiliarse.

### Exilio
Tras exiliarse, Guadalupe se dirigió a Bélgica, país que ya conocía previamente. Allí, continuó estudiando,  pero esta  vez  grabado en  la Academia  de Bellas Artes de Lieja, además de licenciarse en Formación de Adultos y Educación Permanente. También formó parte de la Asociación de Grabadores de La Poupée  d´Encre  hasta 1985, año en el que volvió a Chile.

### Regreso  a Chile
Tras su regreso al país, realizó talleres de territorialidad con algunos sindicatos y de liderazgo de mujeres que  fuesen dirigentes sociales. En estos, se centró en dos factores: la oratoria y la construcción de discursos.
Ejerció como docente de Arquitectura y Filosofía en diversas universidades, dentro de ellas, la Universidad de Arte y Ciencias Sociales, Arcis. Además, dio la Cátedra Escritor en Residencia en la Universidad Católica, esta fue dictada «para ampliar el pensamiento y la reflexión de sus estudiantes en el aula, como para enriquecer de manera significativa el quehacer académico y la vida de alumnos y profesores de Letras y de otras facultades e institutos de la universidad.»

### Dimensión Feminista
Santa Cruz formó parte del Primer Congreso Internacional de Literatura Femenina Latinoamericana, el cual se llevó a cabo el lunes 17 de agosto de 1987. En el programa, se incluyó una variada cantidad de mesas de discusión acerca de temas como: crítica literaria, teoría feminista, literatura y patriarcado, poesía y narrativa latinoamericana, estrategias del discurso femenino, encuentros con escritoras de otras latitudes y recitales poéticos. Dicha asamblea hizo posible la inclusión de los discursos y escrituras de las mujeres en el ámbito público-intelectual. Su trabajo fue considerado como: “una necesidad de territorializar la escritura en una huella que busca recomponer los caminos de la memoria”.
En cuanto a la crítica feminista, colaboró en diversos números de la revista Nomadías (Cegecal, Universidad de Chile), además de que participó en varias publicaciones colectivas, tales como: Autonomía política de las mujeres, algunas reflexiones; Mujeres chilenas: fragmentos de una historia; Pulsiones estéticas: escrituras de mujeres en Chile; Escrituras de la diferencia sexual y Samaritanas, mediadoras y guardianas.

### Fallecimiento
Guadalupe muere el 25 de enero en Santiago tras una larga lucha contra el cáncer. Luego de su partida, aparece su obra póstuma Esta Parcela.

## Obras literarias y artísticas
- Salir. Editorial Cuarto Propio, 1989.
- Cita Capital. Editorial Cuarto Propio, 1992.
- El Contagio. Editorial Cuarto Propio, 1997.

- Los conversos. Editado por LOM, 2001.

- Plasma. LOM ediciones, 2005.
- Quebrada. Las cordilleras en andas. Francisco Zegers Editor, 2006.
- Ojo líquido. Editorial Palinodia, 2011. Editorial Bisturí 10 2023.
- Lo que vibra por las superficies. Sangría Editora, 2013.
- Esta Parcela. Alquimia Ediciones, 2015.

### Exposiciones artísticas
- Grabados originales del libro Quebradas. Las cordilleras en andas, 6e Biennale de Gravure, Galerie de l’Émulation, Liège, Bélgica, 2007.

- “Chile Transversal”, Galería H10, Valparaíso, 2006.

- Libro-muestra con fotograbados Las cordilleras en andas, 2005.

- Colectiva “Paysage & Dépaysage”, Académie Royale des Beaux-Arts de Liège, Bélgica, 2002.

- Instalación Crujía (visualización de la novela Los Conversos, cruce entre literatura y técnicas de la estampa), sala “Refugio Peruano I”, Santiago; Escuela de Arquitectura, coloquio “Suelo Americano” N.º 2, ARCIS, Santiago; boletería Estación Central de trenes, Santiago, 2000-2001.
- Participación en el Colectivo de crítica audiovisual “La Conexión”, integrada por video-artistas y escritores, Santiago, 1989.
- Exposiciones de grabado (Liège, Verviers, Bastogne, Tourine-la-grosse, Tournai, Mons, Stavelot), Bélgica, 1979 – 1982.

### Traducciones
- Traducción Sentido y Sinsentido de la rebeldía (Literatura y Psicoanálisis) de Julia Kristeva, editorial Cuarto Propio, 1999.
- Traducción de los textos en francés de Las Ciudades De George Simmel, Francisca Márquez, 2012.

## Premios y reconocimientos

### Becas
- Beca Fondart, 1996.
- Beca John Simon Guggenheim, 1998.
- Beca Fondart, 1999.
- Beca Consejo Nacional del Libro, 2002.
- Beca Fundación Andes, 2004.

### Premios
- Premio Novela Inédita Consejo Nacional del Libro y la Lectura, libro Plasma, 2004.
- Premio Atenea de la Universidad de Concepción, libro Plasma, 2006.

### Distinciones
- Nombrada embajadora cultural por la municipalidad de Andacollo, 2006.

## Críticas de sus obras
Julio Ortega, reconocido crítico de la literatura latinoamericana moderna, se refiere a la narrativa de Guadalupe Santa Cruz y expresa que esta se distingue por tres aspectos.

Primero, por su carácter indagatorio (por su recorrido del deseo, su exploración de la corporeidad vulnerable, su seguimiento del sujeto marginal al programa modernizador urbano). Segundo, por su estrategia narrativa (dramas implícitos, metáforas del malestar del  malestar de la conciencia crítica y la sensibilidad ética, voces de registro popular desgarrada). Tercero, por su peculiaridad de su dispositivo formal (relato oblicuo, textualidad generativa, relato fragmentado). Además agrega que «cada novela de Guadalupe Santa Cruz es la metáfora de un flujo anímico que cuaja como su propia demostración, como la traza de una pregunta inquieta por el sentido del lenguaje y el lenguaje de la significación».
Julio Ortega, La Imaginación Crítica: Prácticas en la innovación de la narrativa contemporánea p.587

En el mismo capítulo, Ortega manifiesta la crítica de Raquel Olea, quien también se refirió al estilo de Santa Cruz y expresa que:

[en ella] opera una función metonímica  donde la fragmentariedad del relato se vuelve texto de la historia o de la topografía que más ampliamente lo soporta, simbolizando en su trabajo del lenguaje los signos de constitución de una memoria que emerge señalada por las experiencias sociales y políticas de sus contextos.
Julio Ortega, La Imaginación Crítica: Prácticas en la innovación de la narrativa contemporánea p.588

Por otro lado, sus obras estuvieron influenciadas por su exilio. En este sentido, la Subsecretaria del Consejo de las Artes y de la Cultura, Lilia Concha, comentó que con su obra trazó mucho de la identidad literaria de nuestro país  y sobre todo de su fuerza femenina.
 

En el ámbito intencional, L. Cecilia Ojeda, académica de la Universidad del Norte de Arizona, se refiere a la primera obra de Santa Cruz. Establece que 
[la novela Salir se aparta de] las imágenes de la casa restrictiva presentes en las novelas escritas por mujeres chilenas entre las décadas del 30 al 60[…]. Plantea la posibilidad del goce y la autonomía del sujeto femenino, rechazando su participación en la lógica binaria que distingue entre el adentro y el afuera.